# Llumes

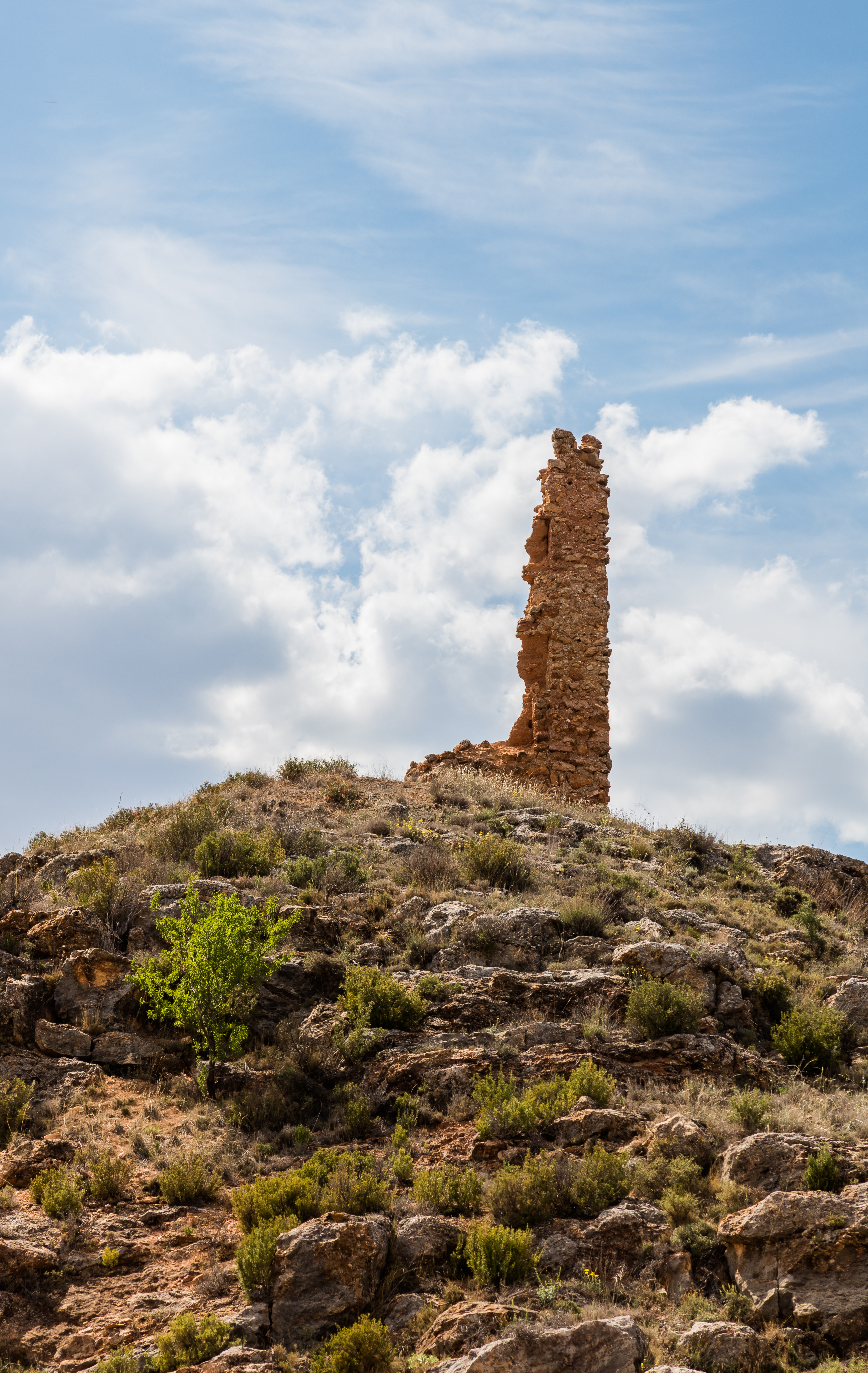
Atalaya de Llumés.

Llumes es una pedanía del municipio español de Monterde en la provincia de Zaragoza.
Está cruzado por el río Piedra, aguas arriba del Monasterio de Piedra. La Iglesia de San Miguel Arcángel está dentro de la demarcación del Arciprestazgo del Alto Jalón de la Diócesis de Tarazona. Según los datos de 2005, su población estaba formada por 80 personas, de las cuales eran 46 varones y 34 mujeres.

## Habla
A Llumes también se le llama Flumes en aragonés Se  conservan palabras aragonesas como azcla ("astilla"), güina ("fuina"), paniquesa, ("comadreja). Es uno de los pueblos donde se llama domasquinos a los albaricoques.

## Toponimia
Es mencionado como Flumes en la bula de 1182 del Papa Lucio III:
En latín existía una distinción entre rivus ("riachuelo"), y flumen/fluvius ("curso de agua importante", "río"), al igual que en rumano diferencian entre râu o fluviu. En latín hispánico rivus encomenzó a tomar el significado de flumen, perdurando el uso de flumen en áreas marginales como el Alto Aragón. Todavía en aragonés tensino se decid  sale un flumen. En aragonés medieval además de la palabra "arriu"/río"/"rigo" y variantes se documenta el uso de "flumen" (visible en la toponimia con el "río Flumen") y "flum" (visible en el "Libro del Tesoro" como "flum Jordan"). Este topónimo plural puede ser tanto una modificación del plural "flúmens" como un plural de "flum".